# Riacho Jacaré (periodiskt vattendrag i Brasilien, Pernambuco, lat -8,47, long -39,65)
Riacho Jacaré är ett periodiskt vattendrag i Brasilien.   Det ligger i delstaten Pernambuco, i den östra delen av landet, 1 200 km nordost om huvudstaden Brasília.
Omgivningarna runt Riacho Jacaré är huvudsakligen savann. Runt Riacho Jacaré är det glesbefolkat, med 20 invånare per kvadratkilometer.